# Мациев, Ахмат Гехаевич
Ахма́т Геха́евич Маци́ев (1902, Грозный, Терская область, Российская империя — 1968, Грозный, Чечено-Ингушская АССР, РСФСР, СССР) — чеченский советский лингвист, педагог, один из основоположников чеченской письменности, автор более пятидесяти научных трудов, кандидат филологических наук.

## Биография
Чеченец, представитель тайпа чартой. Родился в 1902 году в Грозном в купеческой семье. Его отцом был Геха Магомедович Мациев, купец первой гильдии, известный благотворитель. Его жену, мать Ахмата, звали Келимат. Она была сестрой генерала от артиллерии Эрис-Хана Алиева. В 14 лет Ахмат с отличием окончил Грозненское реальное училище.
После Октябрьской революции имущество Мациевых было конфисковано. Однако Мациеву удалось успешно окончить Чечено-Ингушский государственный педагогический институт.
С детства проявлял интерес к языкам, особенно к родному. Всегда имел при себе записную книжку, в которую записывал услышанные новые слова. В поисках материала по чеченской лексике Мациев обошёл почти всю Чечню, собирая чеченские пословицы и поговорки, крылатые выражения. Отдельно записывал слова и фразеологизмы, связанные с древними поверьями чеченцев.
Из фундаментальных лексикографических работ в то время была только монография известного кавказоведа барона Петра Карловича Услара — «Этнография Кавказа. Языкознание. II. Чеченский язык» (Тифлис, 1888 год).
В 1927 году Мациев подготовил и издал в издательстве «Серло» (Свет) первый «Чеченско-русский словарь».
В 1930 году он был назначен заведующим сектором языка в Чечено-Ингушском научно-исследовательском институте истории, языка и литературы. В 1931 году был руководителем авторской группы по составлению «Грамматики чеченского языка». Эта грамматика была издана в Грозном в 1933 году.
В 1937 году в числе многих представителей интеллигенции был репрессирован. Его неоднократно арестовывали, пытали, ссылали в Казахстан. В общей сложности провёл в местах лишения свободы 15 лет. После полной реабилитации в 1957 году вернулся с семьёй из Алма-Аты в Грозный и продолжил работу.
Участвовал в создании школьных учебников, составлении алфавита, разработке орфографии чеченского литературного языка, собирании и издании фольклорных произведений чеченского народа. Известен главным образом как лексикограф, автор и соавтор девяти двуязычных и трёхъязычных словарей (например, бацбийско-чеченско-русского).
Его самый большой научный труд — «Чеченско-русский словарь» (1961) объёмом 20 000 слов. Он работал над ним более двадцати лет. В 1963 году «Чеченско-русский словарь» успешно выдержал публичную защиту, а Мациев был удостоен степени кандидата филологических наук.
Он работал также над «Русско-чеченским словарём». Однако эта работа осталась незавершённой из-за его смерти. Однако основной объём, включая букву «П», был выполнен им. Работу над словарём завершил А. Т. Карасаев.
Занимался он также и изучением лексики и диалектов чеченского языка. Он написал «Краткий грамматический очерк чеченского языка», «Чеберлоевский диалект чеченского языка», «Лексикология современного чеченского языка», другие важные работы.
Вёл преподавательскую работу в школе и институте, помогал молодым научным работникам. Многие из его учеников стали учёными, докторами филологических наук. Он умер прямо на работе, за своим рабочим столом.

## Семья
Его жена Кацина (в других источниках — Гуцина) была дочерью крупного кабардинского коннозаводчика Лафишева. У них было пятеро детей.

## Чеченско-русский словарь

### Описание

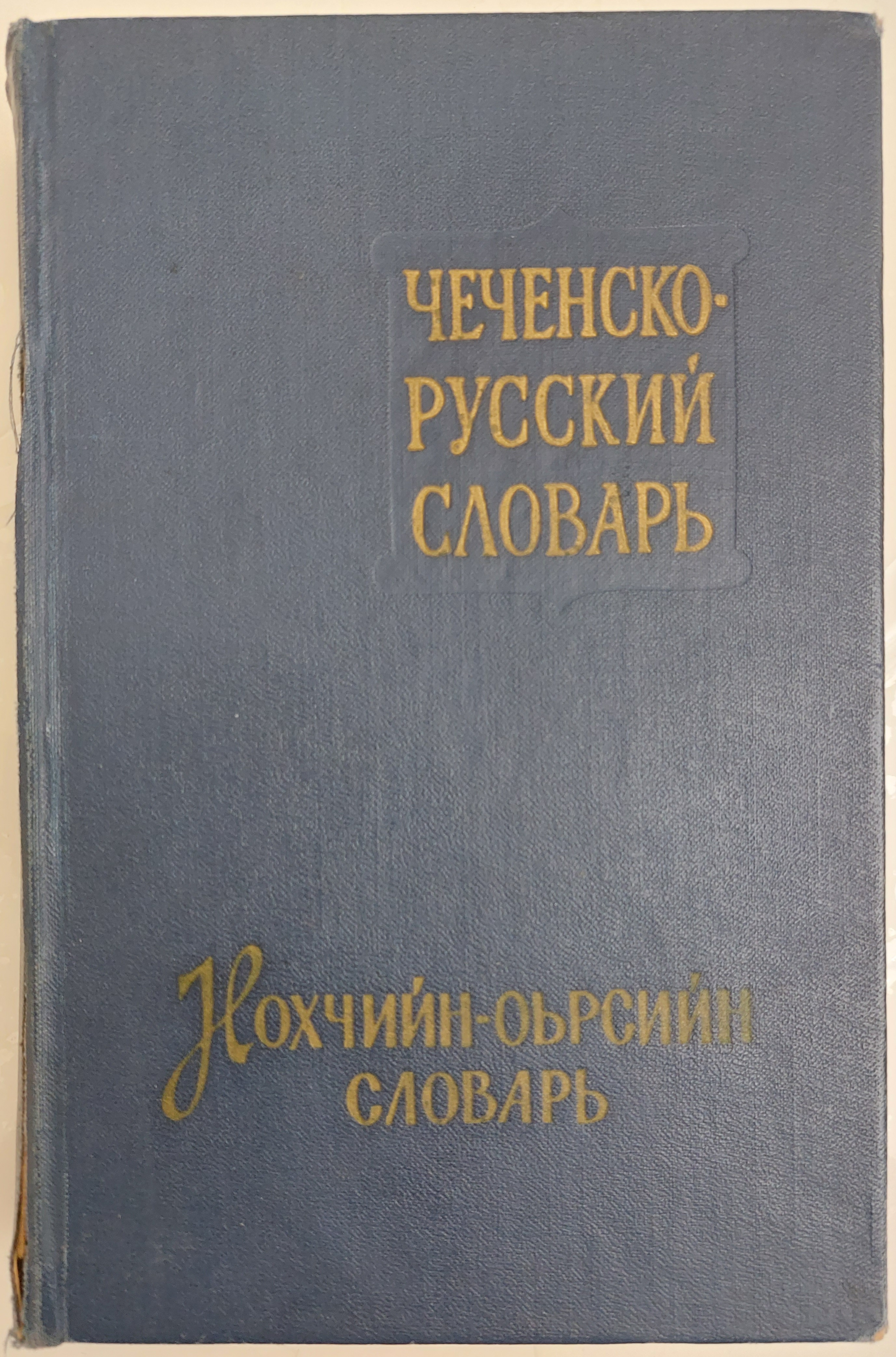
Первый чеченско-русский словарь

Этот словарь был первым чеченско-русским словарём. В словаре около 20 000 слов, с приложением краткого грамматического очерка чеченского языка. Включает общеупотребительную лексику и фразеологию современного чеченского языка. В словаре дана грамматическая характеристика чеченских слов.
Более 20 лет А. Г. Мациев успешно трудился в области чеченского языкознания. Он участвовал в создании школьных учебников, собирании и издании пословиц, поговорок и других фольклорных произведений чеченского народа, составлении алфавита и разработке орфографии чеченского литературного языка. А. Г. Мациев работал в Чечено-Ингушском научно-исследовательском институте истории, языка и литературы, преподавал чеченский язык в школе и в Чечено-Ингушском государственном педагогическом институте. Все это сыграло весьма положительную роль в работе А. Г. Мациева над словарём, являющимся первым словарём, охватывающим основную чеченскую лексику, а также значительную часть слов, заимствованных главным образом из русского языка и через него из других языков, лексические заимствования из арабского, грузинского, персидского, тюркских и других языков.

### О построении словаря
Все заглавные чеченские слова расположены в словаре в алфавитном порядке, без объединения их в гнёзда. Каждое слово со всем относящимся к нему материалом образует самостоятельную словарную статью.
Омонимы (слова с одинаковым написанием, но разные по значению) приводятся отдельными словарными статьями и отмечаются надстрочной арабской цифрой.